# 古列尔莫一世 (西西里)
古列尔莫一世（1131年—1166年5月7日），西西里第二任国王，绰号“恶人”，是前任国王鲁杰罗二世和王后卡斯蒂利亚的埃尔维拉的第四子，也是卡斯蒂利亚国王阿方索六世的外孙。1154年鲁杰罗二世死后，他统治王国直至身故。
古列尔莫“恶人”的称号表现了史学家乌戈·法尔坎杜斯和反对国王的贵族阶层对国王及领导他的官员阶层的偏见。

## 早年

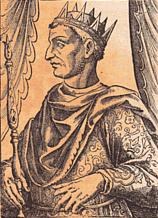
古列尔莫一世的肖像

古列尔莫是鲁杰罗二世之子、鲁杰罗一世之孙、欧特维尔的坦克雷迪之曾孙。他长大时，几乎不被指望统治王国。但1138年 - 1148年，他的三个哥哥阿普利亞公爵魯傑羅三世、巴里親王坦克雷迪、卡普亚的阿尔方索相继死去改变了一切，尽管直至父王过世，古列尔莫仍然未做好接班的准备。

## 为王

1154年西西里的古列尔莫一世登基时的西西里王国。边境几乎700年没变。

古列尔莫一世继位后，基本沿用父亲晚年的班子，只是罢免了英格兰人托马斯·布伦和提拔了宰相巴里的迈奥尼。迈奥尼出身低微，得到王国的最高官职海军上将后，掌握王国实权。他继续执行鲁杰罗将贵族排除出行政部门的政策，限制城镇自治，这是中世纪统治者制定的最令人憎恨的法律之一。教皇阿德里安四世、拜占庭皇帝曼努埃尔一世、神圣罗马帝国皇帝腓特烈一世则鼓励对王权不满的贵族们发动叛乱。其时古列尔莫尚未得到教皇的认可。
1155年末，希腊军队攻占了巴里、特拉尼、乔维纳佐、安德里亚、塔兰托，包围了布林迪西。古列尔莫一世的军队在半岛登陆，摧毁了由4艘船组成的希腊舰队，1156年5月28日又在布林迪西击溃了希腊军队，收复巴里。6月18日，教宗阿德里安四世妥协，在贝内文托和古列尔莫一世签订了贝内文托和约，承认古列尔莫的王位，抛弃了叛乱者，條件是西西里要協助教宗對抗在北義大利快速稱霸的神羅皇帝腓特烈一世。1157年夏天，古列尔莫派出一支164艘船的舰队，攻占了欧博亚和阿尔米拉。1158年，古列尔莫和希腊人讲和。
这些收復國土及外交上的成功很可能是宰相迈奥尼的功劳，但另一方面，王国在非洲的领地先後被柏柏尔人建立的穆瓦希德王朝吞并了，古列尔莫無力防守以及不願派兵救援北非駐軍的原因，主要是他把軍力與注意力集中在義大利北部，支援北義城邦爲了對抗神羅皇帝而成立的倫巴底同盟。
1156年，在斯法克斯又发生了叛乱，并且迅速蔓延开来。1159年，西西里王国的宦官彼得将军（改宗基督教的阿拉伯人）率领160艘船发起了对阿拉伯占领下的巴利亚里群岛的奇袭，想解马赫迪耶之围，但这次行动却以彼得临阵脱逃告终。彼得没有因此失宠，但西西里王国却不再派兵援救马赫迪耶了。1160年1月11日，马赫迪耶投降，“非洲帝国”就此终结，民眾對失去北非的巨大怨恨，主要集中在宰相迈奥尼的身上。
迈奥尼的集權政策和失去北非引发了普遍反叛，1160年11月，迈奥尼在帕勒莫被西西里贵族首领马特奥·博内洛谋杀。贵族们早就计划推翻国王。他们希望立国王8岁的长子阿普利亚公爵鲁杰罗为王，重建一个王权相对弱势的政权。
迈奥尼被杀后，在国王统治初年被剥夺塔兰托的其私生兄弟西莫尼和国王兄长的私生子莱切伯爵坦克雷迪袭击宫殿。国王全家沦为俘虏，仅因曼德拉的里卡多而免于一死。叛军拥戴鲁杰罗游行，并且宣布将在三天后加冕鲁杰罗为王。
国王一度被叛乱者掌控，他们建议谋杀或仅仅废黜他，但是，民众和军队都忠于国王，国王重新掌握了政权，摧毁了叛军，弄瞎了博内洛，在一次短行军中控制了西西里余下全境，报复了叛军焚烧布特拉的行为。在最初袭击宫殿营救国王的行动中，鲁杰罗意外被箭射死（尽管时刻指摘古列尔莫的史学家法尔坎杜斯称古列尔莫将“不忠”的儿子踢死）。

## 晚年

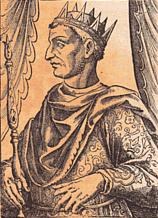
古列尔莫一世 (西西里)

1161年叛乱平息后，古列尔莫把權力委任給三人執政聯盟：出自迈奥尼门下的三个人——王庭首席书记阿耶洛的马特奥（迈奥尼的继承者）、马尔西科的西尔维斯特伯爵、锡拉库萨的帕尔默主教（已被选为主教但尚未被教宗祝聖認可）为三頭执政，和平地度过了统治期的最后5年（1161-1166年）。他成为教皇的捍卫者、对抗強大的神圣罗马帝国皇帝——紅鬍子腓特烈，1165年11月，在一队诺曼兵护卫下，躲過神羅兵鋒的教皇历山三世在拉特朗宫成功就職。
1166年5月7日，古列尔莫一世驾崩，葬在巴勒莫主教座堂，后在蒙雷阿莱主教座堂完工后，他被儿子和继承人古列尔莫二世迁葬到那里。他的王后是纳瓦拉的加西亚·拉米雷斯的女儿纳瓦拉的玛格丽塔，他们有四个儿子：
- 阿普利亚公爵鲁杰罗四世（1152 - 1161）；
- 卡普亚亲王罗贝托三世（1153 - 1160）；
- 古列尔莫二世（1155 - 1189），他的继承人；[2]
- 卡普亚亲王恩里科（1158 - 1172）。

## 争议记载
薄伽丘《名女传》记载：「当古列尔莫的女儿科斯坦察出生时，一位叫约阿基姆的卡拉布里亚修道院院长预言她会造成西西里的毁灭。古列尔莫相信了，将年轻的科斯坦察关进修道院迫使她成为修女，以防她有丈夫和孩子。」但科斯坦察歷史上明確是古列尔莫之妹，薄伽丘這樣的錯誤紀錄，这显然与科斯坦察是鲁杰罗二世的遗腹女（即古列尔莫的异母妹）完全矛盾。乔万尼·维拉尼又称古列尔莫因为这个预言想杀死妹妹科斯坦察，在庶叔坦克雷迪建议下才改为将她送进修道院。
约阿基姆·卡梅拉里乌斯称科斯坦察只是在反抗古列尔莫一世的政变发生时被送去修道院确保安全，然后一直在那里直到订婚，并未成为修女；乌戈·法尔坎杜斯和圣杰尔马诺的里卡多称科斯坦察在王宫而非修道院受教育长大；弗朗索瓦·欧代·梅泽雷认为科斯坦察从未成为修女。

## 资源
- 本条目包含来自公有领域出版物的文本: Curtis, Edmund. . Chisholm, Hugh  (编).  28 (第11版). London: Cambridge University Press: 671. 1911.
- Alio, Jacqueline. . Trinacria. 2017.
- Loud, Graham A.; Metcalfe, Alex (编). . Brill. 2002.
- Luscombe, David; Riley-Smith, Jonathan (编). . Cambridge University Press. 2004.
- Norwich, John Julius. The Kingdom in the Sun 1130–1194. Longman: London, 1970.
- History of the Tyrants of Sicily（页面存档备份，存于） at Patrologia Latina.
- 本條目包含已處於公共領域的Herbermann, Charles (编). . . Robert Appleton Company. 1913.

| 古列尔莫一世 (西西里) 歐特維爾王朝出生于：1131年逝世於：1166年5月7日 | 古列尔莫一世 (西西里) 歐特維爾王朝出生于：1131年逝世於：1166年5月7日 | 古列尔莫一世 (西西里) 歐特維爾王朝出生于：1131年逝世於：1166年5月7日 |
| 統治者頭銜                                                           | 統治者頭銜                                                           | 統治者頭銜                                                           |
| -------------------------------------------------------------------- | -------------------------------------------------------------------- | -------------------------------------------------------------------- |
| 前任者： 坦克雷迪                                                    | 塔兰托亲王 1138–1144                                                 | 繼任者： 西莫尼                                                      |
| 前任者： 鲁杰罗三世                                                  | 阿普利亚和卡拉布里亚公爵 1149–1151                                   | 繼任者： 鲁杰罗四世                                                  |
| 前任者： 鲁杰罗二世                                                  | 西西里国王 1154–1166                                                 | 繼任者： 古列尔莫二世                                                |